# Brandhölzle

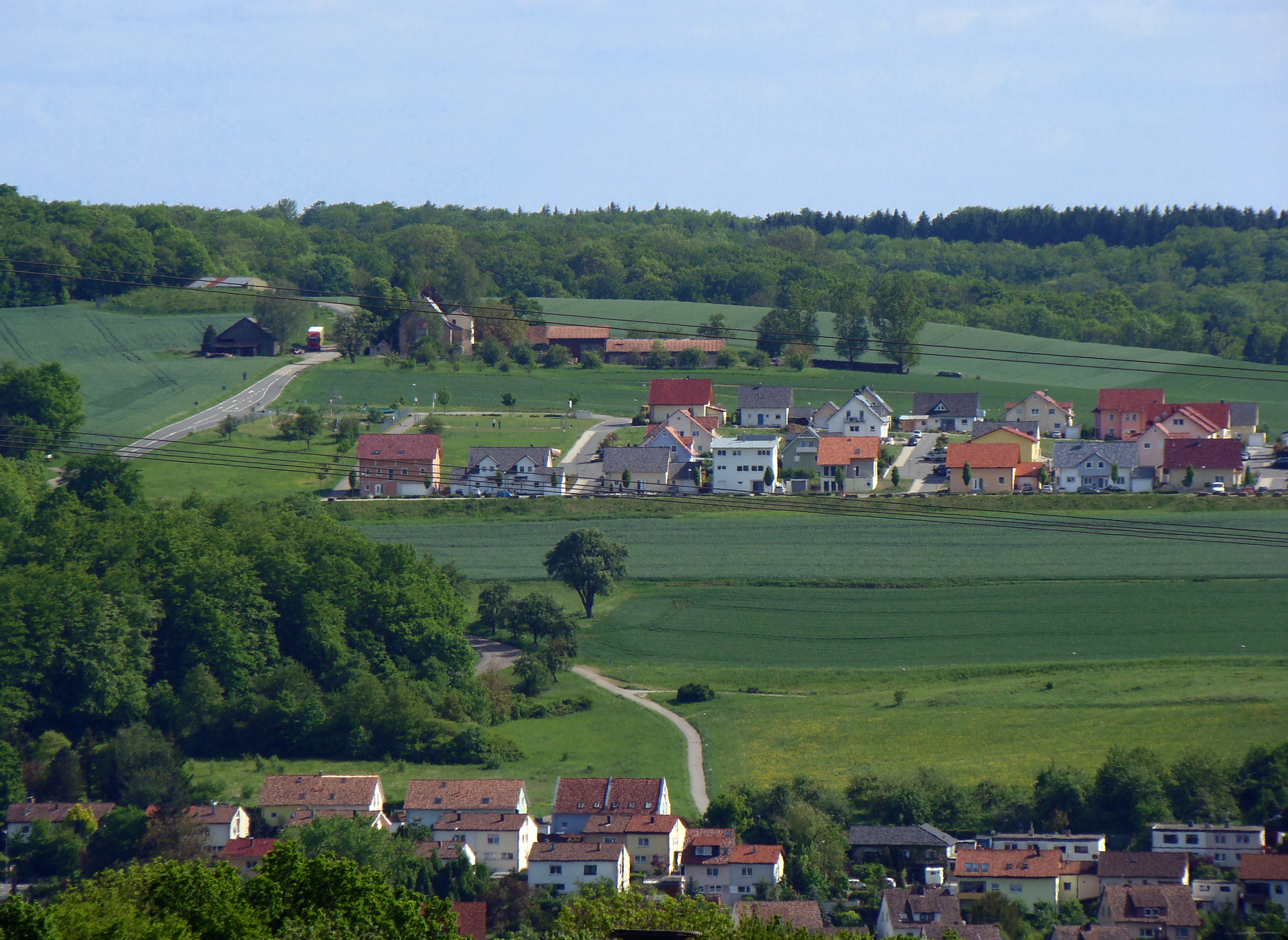
Blick über Möckmühl zum Neubaugebiet Brandhölzle, dahinter der namengebende alte Hof

Brandhölzle ist ein zu Möckmühl im Landkreis Heilbronn im nördlichen Baden-Württemberg zählender Hof, der auch einem Neubaugebiet seinen Namen gegeben hat.

## Lage
Brandhölzle liegt etwa einen Kilometer südöstlich von Möckmühl an der Lampoldshäuser Straße (K 2132).

## Geschichte
1789 erwarb der Möckmühler Stadtschreiber Schoder aus verschiedenem Besitz eine größere zusammenhängende Fläche südöstlich der Stadt, die damals vollständig mit Gebüsch überwachsen war. 1795 erwarb Christian Friedle das Gelände, machte es urbar und errichtete dort im Jahr 1796 ein Hofgut. Der Hof wurde kurz darauf in zwei Teile aufgeteilt, die beide häufig die Besitzer wechselten. Erst 1865 kamen sie beim Kauf durch Georg Günther wieder in eine gemeinsame Hand. Im Hof wurde später eine Waldgaststätte eingerichtet. Ein ab 2003 nördlich des Hofes entstandenes Neubaugebiet trägt heute auch den Namen des Hofes.